# Myllylampi (sjö i Södra Karelen)
Myllylampi är en sjö i Finland. Den ligger i kommunen Villmanstrand i landskapet Södra Karelen, i den södra delen av landet, 180 km öster om huvudstaden Helsingfors. Myllylampi ligger 43 meter över havet. Den ligger vid sjöarna Väkevänjärvi och Husujärvi. I omgivningarna runt Myllylampi växer i huvudsak blandskog. Arean är 18,7 hektar och strandlinjen är 2,2 kilometer lång. Sjön  ingår i Santajokis avrinningsområde. 